# Genie (Onlinedienst)

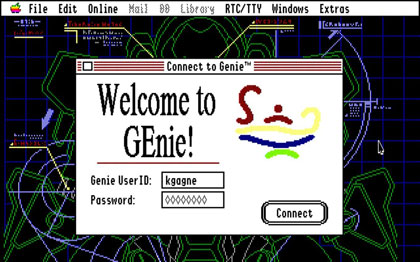
GEnie Login-Fenster (ca. 1989)

Genie (General Electric Network for Information Exchange) war ein Onlinedienst, der von 1985 bis 1999 bestand. Sein Betreiber, der amerikanische Elektrogroßkonzern General Electric, wollte sich mit GEnie einen Marktanteil in dem in den 1980er Jahren stark wachsenden Geschäft der Online-Dienste sichern und richtete 1990 auch einen Zugang in Deutschland ein. Der größte Konkurrent war anfangs Compuserve, später AOL.

## Geschichte
GEnie wurde am 1. Oktober 1985 in Rockville, Maryland, von einem ehemaligen Mitarbeiter von CompuServe, Bill Louden, gegründet. Obwohl der Dienst rein textbasiert war, startete er mit einem Computerspiel: MegaWars. Es gilt als eines der ersten vernetzten Spiele (MMOGs) der Computergeschichte. GEnie gab sich damit einen bewusst jungen Anstrich. Die Vorläufer von E-Mail-Adressen waren persönliche Kennziffern, die bei GEnie den typischen Aufbau XVYxxxxxx,xxxx hatten. Daran konnte man ein # anhängen, um sich mit einer bestimmten Seite in einem der Foren zu identifizieren auch ein @ (für Action/Menü) war möglich, ohne Zusammenhang mit der heute üblichen E-Mail-Syntax.
Bei seinem Start in der Bundesrepublik im Sommer 1990 hatte General Electric einen Vertrag mit der Deutschen Bundespost abgeschlossen, die den deutschen Kunden kostenlosen Netzzugang zu den GEnie-Rechnern ermöglichte. Der Knotenpunkt für Deutschland befand sich in Hürth bei Köln. Die Nutzung des Diensts wurde pro Stunde oder mit einem Abonnement bezahlt. Der Zugang erfolgte über an den Heimcomputer oder PC angeschlossene Modems und das Telefonnetz der Post. Die Datenübertragungsraten waren von der Empfangsseite aus auf 300, später 1200 Bits pro Sekunde festgelegt.
Die Diskussionsforen in GEnie waren von Sysops moderiert, hatten individuelle Seitennummern und hießen „RoundTables“ (runde Tische). Dieses Seiten-Konzept war ein Vorläufer der Webadressen des heutigen Internets.
Einige RoundTables waren prominent besetzt. So nutzte der Computerjournalist Jerry Pournelle (Chefkolumnist der Computerzeitschrift Byte) GEnie, um sich mit Lesern auszutauschen. Der Science Fiction RoundTable (SFRT) war der offizielle Online-Treffpunkt der Vereinigung Amerikanischer SF-Autoren (SFWA).
Trotz einer für die damalige Zeit hohen Popularität (350.000 Mitglieder im Jahr 1994), blieb GEnie immer hinter dem bereits 1969 gegründeten CompuServe zurück. Mit dem Start von AOL 1995 in Deutschland, unterstützt von Bertelsmann, schwanden die Geschäftsmöglichkeiten für beide Dienste in Deutschland. Wegen des 1993 startenden World Wide Web ergaben sich weitere Probleme für die älteren Online-Dienste. 1996 stieß General Electric die Marke ab. GEnie schrieb sich dann Genie und hatte nur noch rund 20.000 Mitglieder. 1999 gab es nur noch 10.000 zahlende Mitglieder, die die Diskussions- und Chatforen und einen seit 1993 eingerichteten Übergang ins Internet nutzten. Am 30. Dezember 1999 war GEnie nicht mehr erreichbar.

## Typischer Anmeldevorgang
Um sich bei GEnie einzuloggen, musste man zunächst die Datenübertragungsrate auf 300 oder 1200 bps und das Modem auf das Wechselbetrieb-Duplex-Verfahren einstellen. Dann ließ man den Rechner über das Modem die Zugangsnummer wählen. Sie war kostenfrei, in den USA gab es Ende der 1980er Jahre über 600 solcher Einwahlknoten. Nachdem die Verbindung hergestellt wurde, musste man warten, bis der Prompt erschien:
U#=
Hier gab man nun seine Benutzerkennzahl und das Passwort ein. Man sah dann eine reine Textseite, die sich Page 1 nannte und folgende Optionen bot:
1. About GEnie...
2. New on GENie
3. GE Mail [ein Vorläufer der E-Mail, E-Mail-Korrespondenz anfangs nur innerhalb des GEnie-Netzes]
4. Live Wire CB [das, was man später Chat nannte]
5. Computing
6. Travel
7. Finance
8. Shopping
9. News
10. Games
11. Professional
12. Leisure
13. Reference
14. Logoff
Darunter fand sich die Aufforderung, eine der oben aufgeführten Nummern einzugeben:
Enter #:
Hinter dem Hauptmenü verbargen sich zahlreiche zum Teil kostenpflichtige Untermenüs, die man auch direkt über Eingabe von
INDEX
durchsuchen und ansteuern konnte. Eines davon war der RoundTable Bulletin Board Systems, worüber man in die dezentralen Mailbox-Netzwerke gelangte, ein anderes war der aktuelle Stand des Dow Jones Index.
Um zum Eingangsmenü zu gelangen, gab man
TOP
ein, um sich von dem System zu verabschieden
BYE